# Татаріков Георгій Геннадійович
Гео́ргій Генна́дійович Тата́ріков — лейтенант Збройних сил України.
Випускник академії ім. Сагайдачного 2013 року. Лейтенант 24-ї механізованої бригади.

## Нагороди
21 жовтня 2014 року — за особисту мужність і героїзм, виявлені у захисті державного суверенітету та територіальної цілісності України, вірність військовій присязі під час російсько-української війни, відзначений — нагороджений орденом «За мужність» III ступеня.